# 시나 웨이보
시나 웨이보(중국어 간체자: 新浪微博, 병음: Xīnlàng Wēibó)는 중국의 인터넷 포털사이트 시나닷컴이 제공하는 마이크로 블로그 서비스이다. "웨이보"는 중국어로 "마이크로 블로그"를 뜻한다. 웨이보에 의해 운영된다.
페이스북과 트위터 사용이 자유롭지 않은 중국 내 최대 마이크로블로그 사이트로 2009년 8월 서비스를 시작했다. 트위터가 중국 정부의 검열로 인해 서비스 진출 좌절을 겪으면서 중국판 트위터인 웨이보가 크게 성장했으며 중국의 인터넷 이용자 73%가 웨이보를 가장 중요한 정보 수집 수단으로 여기는 것으로 조사되기도 했다.
중국인터넷네트워크정보센터(CNNIC)가 조사한 자료에 의하면 중국 내 인터넷 사용자 가운데 48.7%가 1개 이상의 마이크로블로그 서비스를 이용 중이며 마이크로블로그 이용자 수는 2011년 한 해 동안 296% 정도 증가했다. 2011년 12월 말 현재 중국의 웨이보 이용자도 크게 증가했으며 이용자 수는 2억 5,000만 명에 달한다.
2012년 1월 23일 춘절에는 트위터를 제치고 초당 트래픽 기록을 세우기도 했다. IT전문 매체 더 버지에 따르면 2012년 1월 23일 밤 시나 웨이보는 초당 메시지 32,312건을 돌파하며 트위터의 최다 초당 메시지 25,088건 기록을 깼다.
2012년 6월, 시나웨이보는 10인민화를 내면 프리미엄 서비스를 제공하는 VIP 프리미엄 서비스를 내놨다. VIP가 되면 프로필 페이지를 일반 이용자보다 맞춤식으로 제공하고, 문자로 비밀번호 바꾸기, 음성 게시물 작성과 같은 기능 12가지를 이용할 수 있다. 이용자의 게시물을 걸러내라는 중국 정부의 요구를 따르는 데 비용이 들고 있어, 유료 서비스를 들고 나온 것이라고 BBC는 6월 19일판에서 중국의 사업 컨설턴트의 말을 익명으로 전했다.

## 뉴스 전파
2010년에는 중국에서 이슈가 되었던 50대 중대 사건 가운데 웨이보를 통해 최초로 세상에 알려진 것이 11건에 달했다. 2011년에도 중국 당국의 통제를 받는 관영 매체가 일절 보도하지 않았던 내몽고 시위 등 사회적 이슈나 분쟁, 김정일 북한 국방위원장의 방중소식이 실시간으로 전파되면서 웨이보가 큰 주목을 받았다. 하지만 최근 장쩌민 전 국가주석의 사망설이 급속히 확산된 것처럼, 확인되지 않은 사안이 철저한 검증없이 웨이보를 통해 전파되면서 걷잡을 수 없는 파장이 일기도 했다.

## 검열
중국 공산당 기관지 인민일보는 사회 안정을 위해 웨이보에 대한 관리를 강화해야 한다는 내용의 사설과 기사를 잇따라 게재했다. 이에 2011년 8월 26일, 시나 웨이보를 운영하는 시나닷컴은 거짓소문을 퍼뜨린 웨이보 이용자의 계정을 한달 동안 정지한다는 통지를 보냈다. 이런 움직임은 웨이보에서 정치적으로 민감한 내용을 제거하겠다는 정책의 신호탄인 동시에 ‘웨이보 혁명’이라 불리는 강력한 웨이보의 영향력에 대한 당국의 불안감을 단적으로 드러낸 것이라는 평을 받고 있다.
2012년에는 허빙 중국법정대 교수와 언론인인 양하이펑과 선야촨, 웨이보 펀쓰(팔로워) 57만명에 달하는 파워블로거 왕샤오산 등 중국 당국에 비판적이던 시나 웨이보 사용자들의 계정이 정지되었다. 펀쓰 185만명에 달하는 파워블로거 하오췬도 자신의 웨이보가 지난 3일 운영 중단됐다고 밝히기도 했다. 그는 정부의 고위 인터넷 검열 당국이 그의 웨이보 운영을 중단시키라는 지시를 내린 것으로 들었다고 덧붙였다.

## 논란
사용자 계정의 IP 소재지 공개 문제
2022년 4월 28일, 웨이보는 공지를 통해 "당사자 사칭, 악의적인 날조, 트래픽 증가 유도 등 불량 행위를 줄이고 전달 내용의 진실성과 투명성을 확보하기 위해 3월부터 사용자 계정의 IP 소재지를 공개했다"며 사용자 권익을 한층 더 보호하기 위해 댓글에도 같은 조치를 취한다고 밝혔다. 모든 댓글에 작성자의 의사와 관계없이 베이징, 상하이, 랴오닝 등 댓글을 단 이용자의 거주지를 공개하기 시작했다. 국내이용자는 성(省) 또는 성급 시(市)가, 해외 사용자는 거주 국가가 공개되었다. 이에 대해 웨이보는 공지를 통해 3월부터 사용자 계정의 IP 소재지를 공개하고 있으며, 그 이유는 당사자 사칭, 악의적인 날조, 트래픽 증가 유도 등 불량 행위를 줄이고 전달 내용의 진실성과 투명성을 확보하기 위해서라고 설명했다. 이러한 웨이보의 행보에 중국 네티즌들은 "숨이 막힌다", "갈수록 목이 조여진다", "댓글을 쓰기 조심스럽다"는 반응을 보였다.

중국 역사상 가장 큰 규모의 개인 정보 유출 사건
2022년 6월 30일 '차이나댄(ChinaDan)’이라는 이름으로 활동하는 해커가 중국 주민 10억 명의 개인정보를 20만달러(약 2억6000만원)어치의 비트코인을 받고 팔겠다는 글을 온라인에 올렸다. 사람들의 성별과 나이, 출생지와 주소, 학력, 직업은 물론이고 키와 신분증 번호, 결혼 여부, 얼굴 사진 등 세세한 정보를 포함한 24테라바이트(TB) 분량이라고 주장했다. 그는 경찰에 접수된 범죄 신고 기록과 신고자 정보 등 민감한 자료도 함께 판매하겠다고 밝혔다. 파이낸셜타임스(FT)는 “데이터가 진짜일 경우, 사상 최대의 개인정보 유출 사태로 기록될 것”이라고 말했다. 중국 외교부는 7월 5일 정례 브리핑에서 이 같은 해커 주장에 대해 “아는 바 없다”며 확인을 거부했다. 하지만 뉴욕타임스(NYT)는 “웨이보에 해킹 소식을 올린 시민들이‘허차(喝茶·정부 기관에 불려가 훈계를 받는 일)’를 당했고, 인터넷에서 관련 정보가 전부 차단됐다”고 전했다. 주요 외신과 해외 사이버 안보 업체에선 해커가 판매하는 개인정보가 진짜일 가능성이 높다는 이야기가 나왔다. CNN은 “해커가 제공한 개인정보 샘플에서 24건의 정보를 확인한 결과, 모두 실제와 같았다”고 전했고 영국 사이버보안회사 소포스는 “유출된 데이터 대부분이 광고회사들이 보유한 자료와 일치했다”고 했다.

## 같이 보기
- 트위터
- 미투데이
- 시나닷컴